# شحم سكري

غليكوليبيد أو الدهون السكرية

الغليكوليبيد أو الجليكوليبيد أو الليبيد السكري أو الشحم السكري (بالإنجليزية: Glycolipid)‏ هو نوع من أنواع الليبيدات، الذي يرتبط به نوع من الكربوهيدرات (تُسمى أيضاً السكريات) مثل السكريات الأحادية أو السكريات المتعددة، بواسطةرابطة غليكوسيدية تساهمية. تعتبر وظيفة الليبيدات السكرية في غاية الأهمية، حيث أنها تحافظ على استقرار الغشاء الخلوي، بالإضافة إلى مهمتها في تسريع عملية التعرف الخلوي (أي تَعرّف الخلايا على بعضها)، والتي تلعب دوراً جوهرياً في الاستجابة المناعية وفي تمكين عملية ترابط الخلايا (التصاق الخلايا) مع بعضها البعض لتشكل أنسجة. تتواجد الليبيدات السكرية على سطح الغشاء الخلوي لحقيقيات النوى، وتمتد من الليبيد ثنائي الطبقة للغشاء إلى الوسط الخارجي للخلية.

## البنية
الخاصية الأساسية في الغليكوليبيد هي وجود السكريات الأحادية أو السكريات القليلة التعدد مرتبطة بجزء من الليبيد.
أكثر أنواع الليبيدات شيوعاً في الأغشية الخلوية هي الشحميات السفينجولية والغليسروليبيد، والتي تحتوي على عمود فقري من السفينغوزين أو الغليسرول، بالتسلسل. تتصل الأحماض الدهنية بهذه الأعمدة الفقرية، ليصبح «رأس» الليبيد قطبياً ويكون «ذيله» غير قطبي.
يتألف الليبيد ثنائي الطبقة للغشاء الخلوي من طبقتين من الليبيدات، بحيث يتكون كلا سطحي الطبقة، الخارجي والداخلي المواجهان للبيئة المائية المحيطة بالغشاء، من «رؤوس» قطبية (محبة للماء)، في حين أن الجزء الداخلي لطبقة الغشاء تتكون من «أذيال» الحمض الدهني الغير قطبية (كارهة للماء)
عندما تلتصق سلسلة من السكاريد على «الرأس» القطبي لليبيد الموجود على أحد سطحي الطبقة الثنائية، يُصبح اسم هذا المركب غليكوليبيد. يحدث هذا الارتباط بواسطة رابطة غليكوسيدية، والتي هي عبارة عن رابطة تساهمية. يرتبط الكربون الموجود في السكاريد بالهيروكسيل الموجود في الليبيد (رابطة إستر).
تُعتبر سلسلات السكاريد ربيطات في الغليكوليبيد، وتكون بذلك قطبية أيضاً، حيث تمكن المركب من الذوبان في البيئة المائية المحيطة بالخلية.
تختلف بنية سلاسل السكاريد بناءً على بنية الجزيء الذي ترتبط به.

## الاستقلاب
1- ناقِلَةُ الغليكُوزيل (بالإنجليزية: Glycosyltransferase):
تربط الإنزيمات التي يطلق عليها اسم ناقلة الغليكوزيل الساكاريد بجزيء الليبيد، وتلعب أيضًا دورًا في تجميع السكريات القليلة التعدد الصحيحة، بحيث يمكن تنشيط المستقبلات الصحيحة الموجودة في الخلية، والتي بدورها تستجيب لوجود الغليكوليبيد على سطح الخلية.
يتم تجميع الغليكوليبيد في جهاز غولجي ويكون مغروساً في سطح الحويصلة التي يتم نقلها بعد ذلك إلى غشاء الخلية. تندمج الحويصلة مع غشاء الخلية بحيث يُمكّن ذلك الغليكوليبيد من التواجد على السطح الخارجي للخلية.
2- هيدرولازات الغليكُوزيد(بالانجليزية:Glycoside hydrolase):
هيدرولازات الغليكوزيد هي انزيمات تُحفز كسر الروابط الغليكوسيدية. يتم استخدامها لتعديل بنية الغليكان بعد إضافته على الليبيد. يمكن لهذه الانزيمات أيضاً إزالة الغليكان من الغليكوليبيد لتحويلهم إلى ليبيدات غير معدلة.
3- خلل في الاستقلاب:
الشُحامَاتٌ السفينغولية (بالإنجليزية: sphingolipidoses)
هي مجموعة من الأمراض المرتبطة بتراكم الشحوم السفنغولية التي لم تتحلل بشكل صحيح، عادةً بسبب وجود خلل في إنزيم هيدرولاز الغليكوزيد. عادة ما تكون الشحامات السفينغولية موروثة، وتعتمد آثارها على أي إنزيم يكون متأثراً. من الأمثلة البارزة على ذلك هو مرض نيمان-بيك الذي يمكن أن يسبب الألم والأضرار للشبكات العصبية، وعادة ما يكون قاتلاً في الطفولة المبكرة.

## الوظيفة

البنية الكيميائية للدهون السكرية

- تفاعلات الخلية مع الخلية الأخرى (كالمُستقبِلات): تتفرد الليبيدات السكرية ببنيتها، حيث أنها تتميز بوجود كربوهيدرات مرتبطة بالليبيد مما يعطيها اسم الغليكوليبيد أو الدهون السكرية. تشكل تلك الكربوهيدرات روابط هيدرجينية مع جزيئات الماء في الوسط المائي الخارجي للخلية، وهذا ما يساعد الغشاء الخلوي على الاستقرار. إضافةً إلى ذلك، تُمكِّن الكربوهيدرات الدهون السكرية على العمل كجزيئات مُستقبلة مثل مُستقبِلات الإشارة (“signalling receptors”)، والتي لها دور كبير في تنسيق وتنظيم أنشطة الخلايا. مثال ثاني على المُستقبلات هي المستقبلات الموجودة فيالإدخال الخلوي. أما المثال الثالث فهو المستقبلات التي تشارك في ربط الخلايا ببعضها البعض (التصاق الخلايا) في أنسجة وأعضاء الحيوانات. بعض الليبيدات السكرية تعمل كصانعات للخلايا أو مستضدات، مما يُمكّن عملية التعرف الخلوي أي تمييز الخلايا لبعض الخلايا الأخرى وتمييز وظائفها.
- الاستجابات المناعية: مثال على كيفية عمل الغليكوليبيدات داخل الجسم هو التفاعل بين الكريات البيضاء والخلايا البطانية أثناء الالتهاب. يرتبط السيليكتين (selectin)، (والذي هو عبارة عن فئة من الليكتين[13] المتواجد على سطح كريات الدم البيضاء والخلايا البطانية)، بالكربوهيدرات المرتبطة بالغليكوليبيدات لبدء الاستجابة المناعية. هذا الربط يجعل الكريات البيض تترك الدورة الدموية وتتجمع بالقرب من موقع الالتهاب. هذه هي آلية الربط الأولية، والتي يتبعها التعبير عن الإنتغرين، التي تشكل روابط أقوى وتسمح للكريات البيضاء بالهجرة نحو موقع الالتهاب.[14]
- الغليكوليبيدات مسؤولة أيضًا عن الاستجابات الأخرى، لاسيما التعرف على الخلايا المضيفة بواسطة الفيروسات.[15]
- فئات الدم: فئات الدم هي مثال على كيفية قيام الليبيدات السكرية بالتوسط في تفاعلات الخلية مع الوسط البيئي المحيط بها. يتم تحديد فئات دم الإنسان الأربعة (A, B, AB, O) بناءً على السكريات القليلة التعدد المرتبطة بالليبيدات السكرية على سطح خلايا الدم الحمراء، والتي تعمل كمستضدات.